# Zonsverduistering van 26 december 2019
De ringvormige zonsverduistering van 26 december 2019 trok meest over zee, maar was zichtbaar op of in deze twaalf (ei)landen: Saoedi-Arabië, Qatar, Verenigde Arabische Emiraten, Oman, India, Sri Lanka, Sumatra, West-Maleisië, Singapore, Kalimantan, Oost-Maleisië en de Filipijnen. 

## Lengte

### Maximum
Het punt met maximale ringvormigheid bevond zich op zee vlak voor het eiland Pulau Pedang dat tot Sumatra behoort, en duurde 5m18,5s.

### Limieten
| Fenomeen                    | Code | Tijdstip UTC |
| --------------------------- | ---- | ------------ |
| Eerste contact bijschaduw   | P1   | 02:29:43.5   |
| Eerste contact kernschaduw  | U1   | 03:34:24.2   |
| Kernschaduw compleet vanaf  | U2   | 03:37:28.3   |
| Bijschaduw compleet vanaf   | P2   | 05:01:17.1   |
| Maximum eclips              | GE   | 05:17:36.0   |
| Bijschaduw compleet t/m     | P3   | 05:33:58.4   |
| Kernschaduw compleet t/m    | U3   | 06:57:43.4   |
| Laatste contact kernschaduw | U4   | 07:00:53.6   |
| Laatste contact bijschaduw  | P4   | 08:05:36.1   |

## Zichtbaarheid

### Gebieden
| Stad     | Duur  |
| -------- | ----- |
| Al Hofuf | 2m59s |
| Doha     | 1m34s |
| Ruwais   | 2m56s |
| Hilf     | 2m50s |

| Stad            | Duur  |
| --------------- | ----- |
| Mangalore       | 2m07s |
| Kasaragod       | 3m07s |
| Payyanur        | 3m11s |
| Kannur          | 3m00s |
| Kozhikode       | 1m15s |
| Palakkad        | 1m23s |
| Coimbatore      | 3m03s |
| Erode           | 1m53s |
| Namakkal        | 0m24s |
| Madurai         | 0m43s |
| Tiruchirappalli | 2m05s |
| Pudukkottai     | 3m10s |
| Karaikkudi      | 3m09s |
| Devakottai      | 2m59s |
| Jaffna          | 3m14s |
| Kilinochchi     | 3m17s |
| Vavuniya        | 1m49s |
| Kumpurupiddi    | 3m08s |
| Trincomalee     | 2m49s |

| Stad                  | Duur  |
| --------------------- | ----- |
| Sibolga               | 3m34s |
| Kota Padang Sidempuan | 3m30s |
| Duri                  | 3m36s |
| Kota Dumai            | 1m11s |
| Kota Pekanbaru        | 0m53s |
| Bengkalis             | 2m07s |
| Singapore             | 2m19s |
| Kota Batam            | 3m29s |
| Pemangkat             | 2m58s |
| Kota Singkawang       | 3m38s |
| Bau                   | 2m14s |
| Kuching               | 1m16s |
| Serian                | 3m30s |
| Simunjan              | 3m30s |
| Sri Aman              | 3m33s |
| Betong                | 3m08s |
| Kapit                 | 2m15s |
| Batu Jumak            | 3m35s |
| Katingan              | 2m39s |